# ヘシグテン旗
ヘシグテン旗（ヘシグテンき、モンゴル語：ᠬᠡᠰᠢᠭᠲᠡᠨ
ᠬᠣᠰᠢᠭᠤ　転写：Kesigten qosiɣu）は、中華人民共和国内モンゴル自治区赤峰市に位置する旗。地方政府はビロー・バルガス（経棚鎮）にある。
境内の多くの地形景観はユネスコ世界ジオパークに指定されている。

## 行政区画

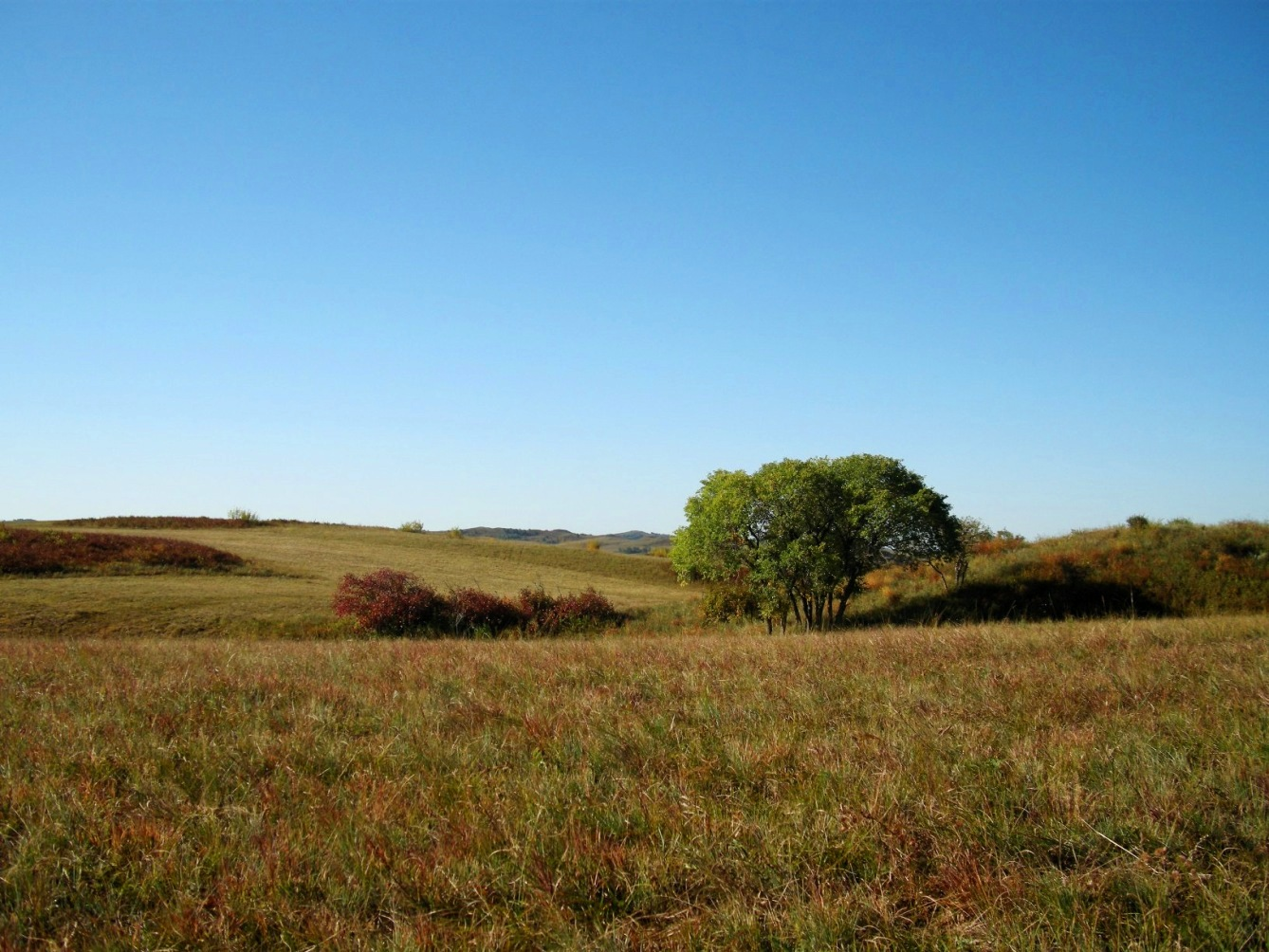
烏蘭布統草原

2ジュール・ゴドムジ（街道）、7バルガス（鎮）、4ソム（蘇木）、2郷を管轄
- 街道弁事処
  - 応昌街道
  - シラムレン・ジュール・ゴドムジ（西拉沐淪街道）
- 鎮
  - ビロー・バルガス（経棚鎮）
  - 宇宙地鎮
  - 土城子鎮
  - 同興鎮
  - 万合永鎮
  - 芝瑞鎮
  - ダライノール・バルガス（達来諾日鎮）
- ソム
  - ダラハーンオル・ソム（達日罕烏拉蘇木）
  - バインチャガーン・ソム（巴彦査干蘇木）
  - オラーンブトン・ソム（烏蘭布統蘇木）
  - ホーライフル・ソム（浩来呼熱蘇木）
- 郷
  - 新開地郷
  - 紅山子郷